# Giacomino Pugliese
Giacomino Pugliese (13. század első fele) olasz költő.
Életéről kevés adat áll rendelkezésünkre. Nem megnyugtatóan bizonyított az a feltevés, hogy azonos volna Giacomo di Enrico da Morrával, akit a középkori hagyomány gyakran látott el a Pugliese/Appulus melléknévvel.
Nyolc fennmaradt szerelmes tárgyú canzonéja alapján a korabeli szicíliai lírai irányzat kiemelkedő alakja lehetett. Költeményeiben a korban szokatlan, a prüdériától mentes naturalizmus mellett provanszál hatás keveredik népköltészeti hatással[forrás?].